# Meßberg
Meßberg – stacja metra hamburskiego na linii U1. Stacja została otwarta 22 lutego 1960. 

## Położenie
Centralny peron stacji metra znajduje się na poziomie -2. Wyjścia na powierzchnię znajdują się na obu końcach peronu.